# Mateo de Janov
Mateo de Janov (fallecido en 1394 en Praga) fue un escritor eclesiástico bohemio del siglo XIV.
Era hijo de Václav de Janov, un caballero bohemio, y comenzó sus estudios en la Universidad de Praga, antes de irse a completarlos en París. Se graduó nueve años después. Por esto, es conocido como Magister Parisiensis ("Maestro parisino").
En 1381, fue nombrado canónigo y confesor en la catedral de Praga, cargos que tendría hasta su muerte. Entre 1388 y 1392, escribió varios ensayos, que luego fueron recopilados y titulados Regulae Veteris et Novi Testamenti ("Principios del Antiguo y del Nuevo Testamento"). Este trabajo nunca se ha publicado en su totalidad, ni se puede encontrar completo en ningún manuscrito. Algunas partes fueron pensadas falsamente como obra de Jan Huss y publicadas con sus escritos.
Janov pensó que los males que enfrentaba la iglesia en su época se debían al Cisma Papal contemporáneo, la gran cantidad de exenciones y reservas papales y la excesiva importancia que algunos cristianos asignaban a las prácticas externas accidentales. Él abogó por la eliminación de los santos y sus reliquias de las iglesias, a causa de los abusos que presenció con su veneración. También consideró que era casi necesario que los laicos recibieran la Eucaristía todos los días. En el Sínodo de Praga en 1389, se prohibió dar tal empuje a la Comunión diaria y se defendió la veneración de las imágenes. Janov se retractó de sus puntos de vista y juró repetidamente que tenía una lealtad inquebrantable hacia la Iglesia católica; por lo tanto, no fue castigado. Sin embargo, debido a sus afirmaciones anteriores, hay algunos que lo consideran un precursor de Jan Huss, e cuanto a la Reforma bohemia.

## Obras
Latín
- De decem preceptis
- Regulae veteris et novi testamenti
- Super passione Cristi
- Tractatus de praecepti Domini

Checo
- Kázání ("Sermones")
- Život ctihodného kněze Milíče ("La vida del Honorable Padre Milicz")